# Lamordé (Méri)
Pour les articles homonymes, voir Lamordé.
Lamordé (ou Lamordé Moufou) est une localité du Cameroun située dans l'arrondissement de Meri, le département du Diamaré et la région de l’Extrême-Nord. Elle fait partie du canton de Mambang.

## Population
En 1974, la localité comptait 83 habitants, des Mofu.
Lors du recensement de 2005, on y a dénombré 330 personnes.